# Too Bad
«Too Bad» es una canción de la banda canadiense de rock alternativo Nickelback, lanzada en febrero de 2002 como segundo sencillo de su tercer álbum de estudio Silver Side Up. En los Estados Unidos, alcanzó el número 42 en el Billboard Hot 100, y encabezó la lista Billboard Mainstream Rock Tracks. Mientras que se ubicó entre los primeros veinte en las listas de Irlanda, los Países Bajos y el Reino Unido.

## Significado
La letra fue escrita por el cantante y guitarrista de la banda Chad Kroeger y aborda las cuestiones que sintió al crecer sin su padre, quien lo abandonó a los dos años.

## Vídeo musical
El vídeo musical esta dirigido por Nigel Dick. Las escenas que muestra a la banda tocando lo hacen en el "Woodley Sawmill". El video empieza mostrando una imagen del padre y su hijo que se colocan al lado de un camión. Después de recibir un aviso de ejecución hipotecaria, el padre deja a su familia y su hijo parece ser el más afectado. Al pasar los años, él y su madre se pelean y él se marcha. Este acelera por un camino de tierra donde aparecen varias escenas retrospectivas y, al estar distraído, se estrella contra un poste de madera, fracturándose una pierna. La música se detiene por un momento cuando su padre recibe una llamada telefónica informándole sobre el accidente. Lo llevan de regreso a su casa, donde ve a su padre sentado a la mesa, y los dos caminan hacia la camioneta del padre. La canción termina con la imagen que se ve al comienzo del video mostrada nuevamente.

## Lista de canciones
Sencillo en CD [UK]
1. «Too Bad» (Diggla mix) – 3:30
2. «Never Again» (live) – 4:10
3. «Leader of Men» (live) – 4:15
4. «Too Bad» (live video) – 4:55

Sencillo en CD [AUS]
1. «Too Bad» (Versión del álbum) - 3:53
2. «How You Remind Me» (Live) (Cold at the Chapel) - 4:15
3. «Learn the Hard Way» - 2:55

Maxisencillo
1. «Too Bad» (Diggla Mix) - 3:29
2. «Yanking Out My Heart» - 3:34
3. «Learn the Hard Way» - 2:54

UK Casete
1. «Too Bad» (Diggla Mix) - 3:29
2. «How You Remind Me» (Live) - 5:48

## Posicionamiento en listas y certificaciones
| Lista (2002)                        | Mejor posición |
| ----------------------------------- | -------------- |
| Alemania ((Media Control AG)        | 41             |
| Australia (ARIA Singles Chart)      | 56             |
| Austria (Ö3 Austria Top 40)         | 26             |
| Bélgica (Flandes) (Ultratop 50)     | 23             |
| Bélgica (Valonia) (Ultratop 50)     | 39             |
| Canadá (Nielsen BDS Radio)          | 32             |
| Escocia (Scottish Singles Chart)    | 5              |
| Estados Unidos (Billboard Hot 100)  | 42             |
| Estados Unidos (Modern Rock Tracks) | 6              |
| Estados Unidos (Mainstream Rock)    | 1              |
| Estados Unidos (Mainstream Top 40)  | 23             |
| Estados Unidos (Adult Pop Songs)    | 31             |
| Eurochart Hot 100                   | 36             |
| Irlanda (IRMA)                      | 6              |
| Italia (FIMI)                       | 36             |
| Países Bajos (Dutch Top 40)         | 16             |
| Reino Unido (UK Singles Chart)      | 9              |
| Reino Unido (UK Rock & Metal)       | 1              |
| Rumania (Romanian Top 100)          | 100            |
| Suiza (Schweizer Hitparade)         | 48             |

| País           | Lista (2002)            | Posición |
| -------------- | ----------------------- | -------- |
| Canadá         | Nielsen BDS Radio       | 17       |
| Estados Unidos | Adult Top 40            | 71       |
| Estados Unidos | Mainstream Rock Tracks  | 5        |
| Estados Unidos | Mainstream Top 40       | 98       |
| Estados Unidos | Modern Rock Tracks      | 14       |
| Irlanda        | IRMA                    | 88       |
| Reino Unido    | Official Charts Company | 192      |

### Certificaciones
| País           | Organismo certificador | Certificación | Ventas  | Ref.   |
| -------------- | ---------------------- | ------------- | ------- | ------ |
| Estados Unidos | RIAA                   | Oro           | 500 000 | [ 32 ] |

### Sucesión en listas
| Anterior: «Blurry» de Puddle of Mudd | Billboard Mainstream Rock Tracks — Sencillo Nro 1 27 de abril de 2002 — 17 de mayo de 2002 | Siguiente: «I Stand Alone» de Godsmack |